# 長新鼬鳚
長新鼬鳚（学名：Neobythites longipes），又名鼬魚，为鼬魚科新鼬鳚屬下的一个种。
其种加词“Longipes”意为“长柄的”。